# حا (إله)
حا هو اسم إله مصري قديم. كان إله الجبال الغربية وكذلك الصحراء، وكان يُعبد كإله للخصوبة إلى جانب مين منذ عصر الدولة القديمة.
يتم تصويره في شكل إنسان وغالباً ما يظهر في شكل مومياء أو صقر. في الفترة الانتقالية الأولى أصبح إله الحماية للصحراء وكان يعتبر رفيقًا لـسوبدو وددون. في الدولة الوسطى، كان حا كذلك يمثل كإله محنط جالس يحمل الرمز الهيروغليفي للأراضي الأجنبية 𓈉 على رأسه، ومنذ الدولة الحديثة ظهر بأشكال أخرى. تظهره بعض الرسومات أحيانًا ممسكًا بسكين وقوس. كان إله المقاطعة السابعة من مصر السفلى. يتم توثيق الاحتفال بـ"عيد حا" منذ الدولة الحديثة في اليوم العاشر من الشهر الأول من فصل أخت (الفيضان).